# راسدورف
راسدورف (بالألمانية: Raasdorf) هي مدينة في منطقة غانسيرندورف في ولاية النمسا السفلى.